# Зомбилениум
«Зомбилениум» (фр. Zombillénium) — французско-бельгийский полнометражный анимационный фильм 2017 года, снятый режиссёрами Артуром де Пинс и Алексисом Дюкором. Лента, основанная на одноимённой книге комиксов Артура де Пинса, была выбранного для участия в специальных показах во внеконкурсной программе 70-го Каннского международного кинофестиваля.

## Сюжет
История посвящена тематическому парку, где монстры живут и работают, не прячась от людей.